# Girthon Old Kirk

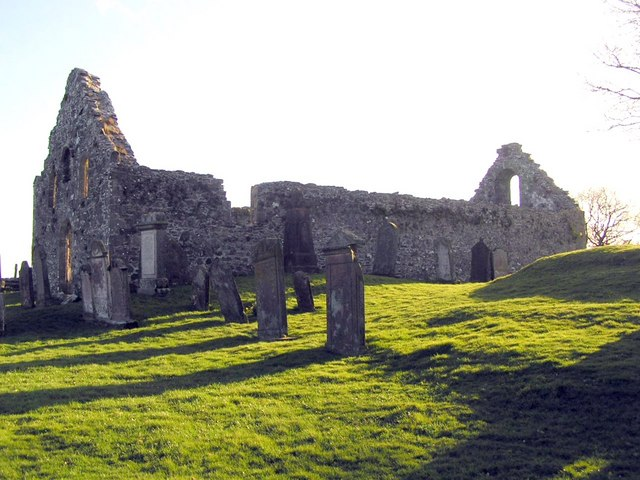
Girthon Old Kirk

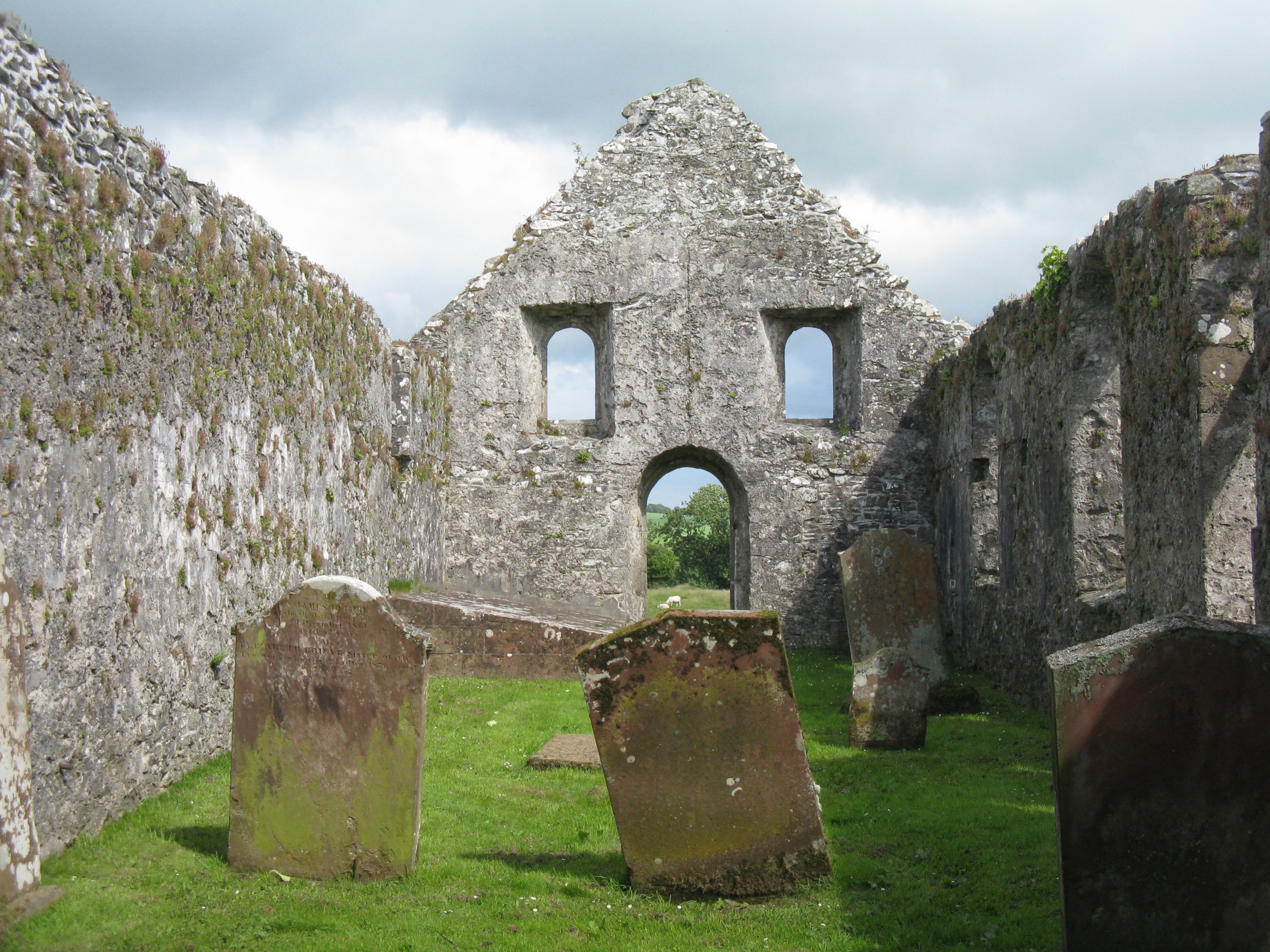
Innenraum

Die Girthon Old Kirk, auch Girthon Old Church, ist eine Kirchenruine in dem schottischen Weiler Girthon in der Council Area Dumfries and Galloway. 1991 wurde die Ruine als Scheduled Monument geschützt. Des Weiteren ist der umgebende Friedhof seit 1971 in den schottischen Denkmallisten als Bauwerk der höchsten Denkmalkategorie A geführt.

## Beschreibung
Spätestens seit dem 13. Jahrhundert befand sich eine Pfarrkirche am Standort. Möglicherweise sind Fragmente dieses Bauwerks in die heutige Kirche integriert. Diese wurde zumindest zu wesentlichen Teilen um 1625 erbaut. Mit einem Kirchenneubau 1817 oder 1818 wurde die Kirche obsolet. Noch in der ersten Hälfte desselben Jahrhunderts wurde die Girthon Old Kirk als ruinös beschrieben.
Die Innenfläche des Gebäudes beträgt 21 m × 6,1 m. Das Bruchsteinmauerwerk mit Natursteindetails ist rund 90 cm mächtig. Die Seitenfassaden der Ruine sind bis zu einer Höhe von 3,9 m erhalten. Die Giebel reichen hingegen bis in eine Höhe von 6,7 m. An der Ostseite sind oberhalb des Portals zwei Rundbogenfenstern eingelassen. Sie flankieren eine Nische, in der vermutlich einst eine Heiligenfigur Platz fand. Weitere Fenster befinden sich in den Ost- und Südfassaden. Der Geistliche betrat das Gebäude durch eine Türe an der Südseite. An dieser Seite ist im Inneren ein Taufbecken mit geschwungenem Bogen installiert.
Auf dem umgebenden Friedhof finden sich zahlreiche ornamentierte Grabsteine aus dem 17. bis 19. Jahrhundert.